# Moulta
La Moulta (en russe : Мульта́) est une rivière de montagne en Russie qui traverse le territoire du raïon d'Oust-Koksa de la république de l'Altaï. Il traverse les lacs de la Moulta et se jette dans le Katoun. La longueur de la rivière est de 39 km. Elle prend sa source au lac supérieur de la Moulta sur le territoire de la réserve naturelle de Katoun. L'eau est froide, claire et de couleur verdâtre.
Il traverse des zones peu peuplées, mais est assez célèbre comme itinéraire de randonnée vers les lacs de la Moulta. Dans le bassin de la Moulta et ses affluents, il y a une quarantaine de lacs, cascades, champs de neige. La glaciation moderne se développe et les traces de la glaciation ancienne sont partout. Au développement maximum de la glaciation ancienne, le glacier de Moulta descendait jusqu'au Katoun.
Dans le cours inférieur de la rivière se trouvent le village de Moulta, le village de Zamoulta et la colonie de Maralnik-1. De Maralnik au lac inférieur de la Moulta il y a une route de taïga, elle n'est praticable que pour les véhicules tout-terrain.

## Affluents
de la bouche
- Chilgat  (gauche)
- Rivière Noire 1ere (droite)
- Rivière Noire 2e  (droite)
- Mikhaïlovka  (gauche)
- 21 km : Kouïgouk  (droite)
- 22 km : Krepkaïa (gauche)

## Utilisation économique
- Il était prévu de construire une cascade de six centrales hydroélectriques du lac inférieur de la Moulta au village de Moulta d'une capacité installée de 34,5 MW [1]. Le coût du projet est de 3,2 milliards de roubles. Ces projets ont suscité des critiques du public. Les résidents locaux et les écologistes ont pris des mesures pour empêcher la construction et préserver l'écosystème, avec succès.
- Dans la vallée de la Moulta et ses affluents, la population locale est engagée dans une gestion traditionnelle de l'environnement à une échelle limitée : élevage bovin de transhumance saisonnière, élevage de chevaux et apiculture.
- L'écotourisme se développe. Itinéraires équestres et pédestres en montagne, circuits photos. Activités environnementales.
- Dans les cours supérieurs, l'activité économique est interdite, les visites sont contrôlées par les employés de la réserve naturelle de Katoun.

## Données du registre des eaux
Selon le registre national des eaux de Russie, elle appartient au district du bassin hydrologique de l'Ob supérieur (ru), la section de gestion de l'eau de la rivière est la Katoun, le sous-bassin fluvial de la rivière est Biïa et la Katoun. Le bassin fluvial s'étend de l'Ob (supérieur) jusqu'au confluent de l'Irtych[source insuffisante].